# Astragalus toanus
Astragalus toanus är en ärtväxtart som beskrevs av Marcus Eugene Jones. Astragalus toanus ingår i släktet vedlar, och familjen ärtväxter. Inga underarter finns listade i Catalogue of Life.